# Burg Störnstein

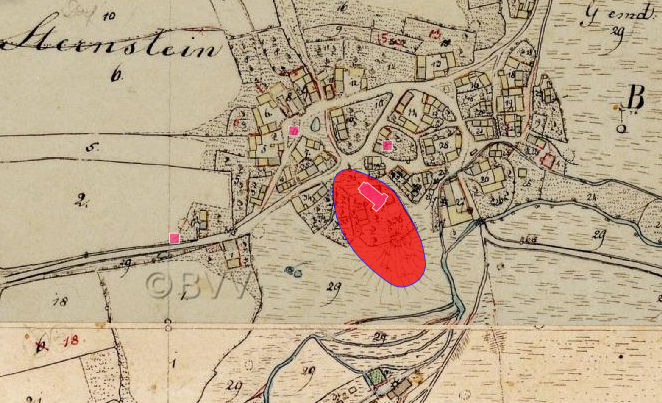
Lageplan von Burg Störnstein auf dem Urkataster von Bayern

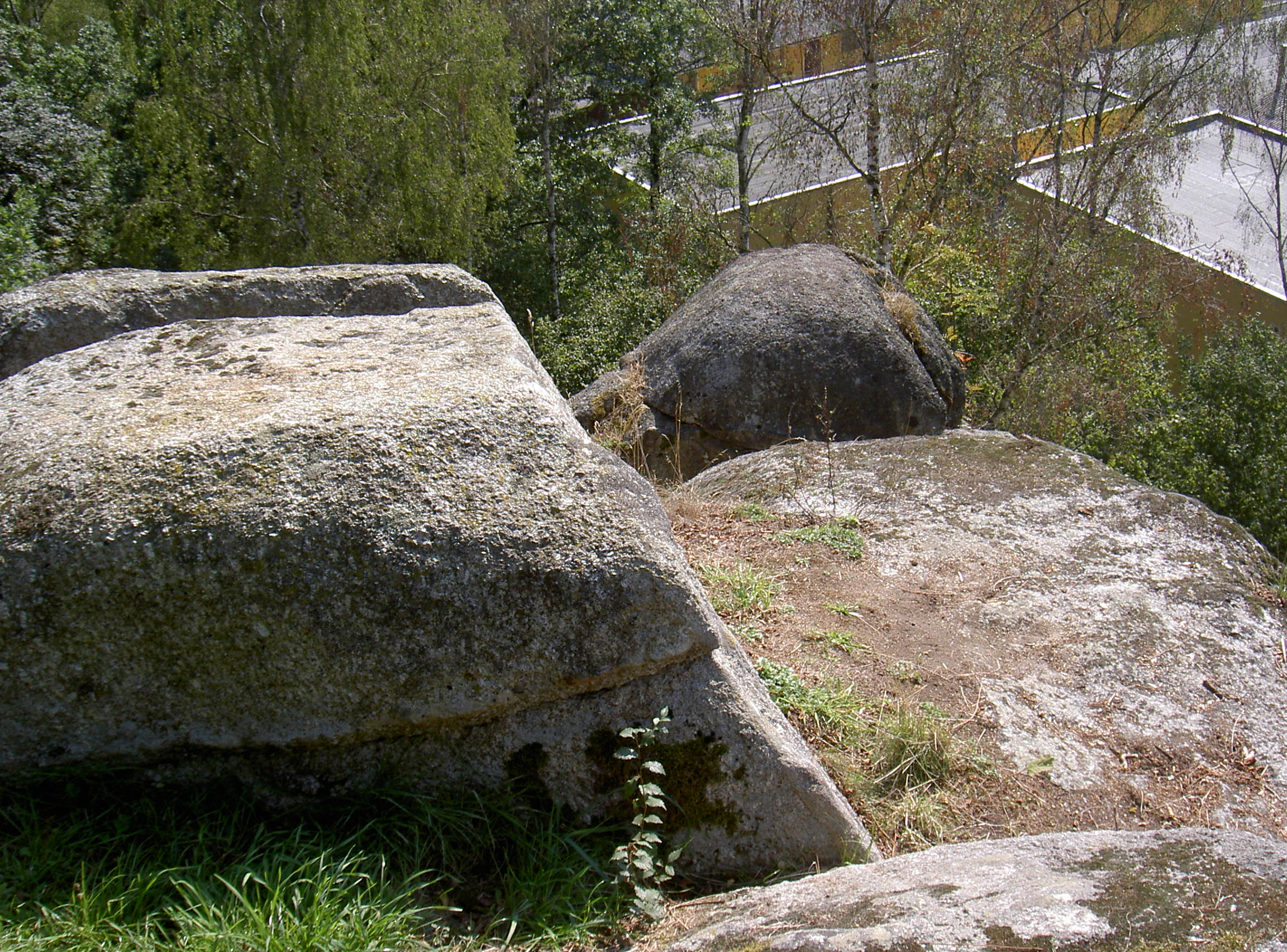
Lage des Burgstalls Störnstein

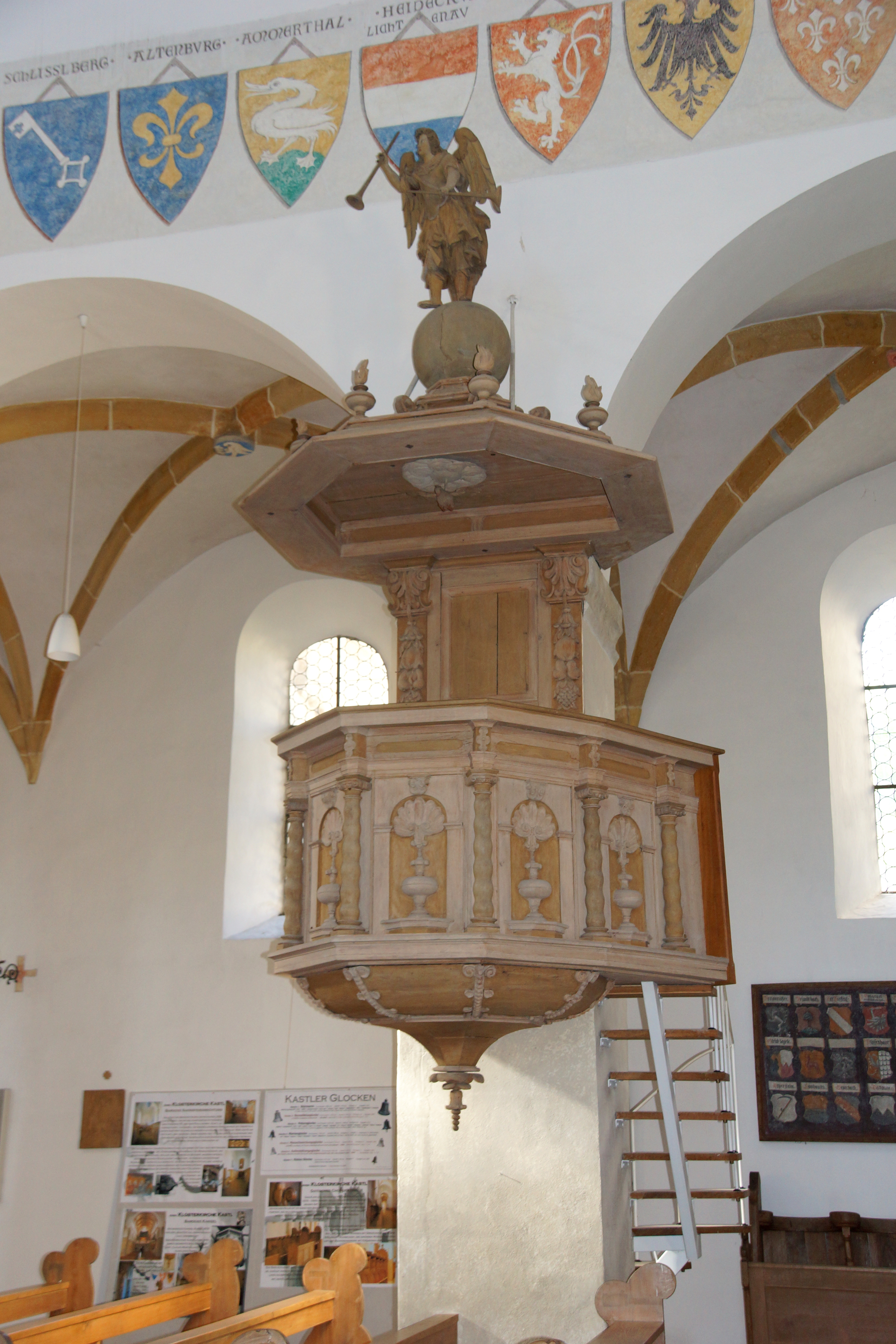
Wappen der Stoer (drittes von rechts) im Wappenfries des Klosters Kastl

Die Burg Störnstein ist eine abgegangene Höhenburg in der oberpfälzer Gemeinde Störnstein im Landkreis Neustadt an der Waldnaab in Bayern. Die Burg war der vermutliche Stammsitz der Stör von Störnstein. Sie ist seit Ende des 16. Jahrhunderts abgegangen. Die Anlage wird als Bodendenkmal unter der Aktennummer D-3-6239-0036 im Bayernatlas als „mittelalterlicher Burgstall Störnstein, archäologische Befunde der abgegangenen Kirche St. Katharina, vormals Burgkapelle, mit Friedhof“ geführt. 

## Geografische Lage
In der Beschreibung der Kunstdenkmäler von Oberpfalz & Regensburg werden die Reste der Burg auf einem steil abbrechenden Sporn gelegen beschrieben, der in südöstlicher Richtung in das Tal der Floß vorspringt. Die Burg war durch eine drei bis fünf Meter hohe Stufe und einen 15 Meter breiten Halsgraben von dem Hinterland abgesetzt. Der Zugang war von Nordosten her möglich. Das Burgareal war 17 Meter breit und 30 Meter lang, die kleine Burg scheint einen äußeren und inneren Burghof besessen zu haben. Im äußeren Burghof stand in der Nähe des Torbaus die Katharinenkapelle. In den Mauern des Langhauses dieser 1933 abgerissenen Kapelle waren die starken Mauern der Burg noch erkennbar. Heute ist die Burg völlig verschwunden.

## Geschichte
Das namensgebende Adelsgeschlecht der Stör ist frühestens in der ersten Hälfte des 12. Jahrhunderts nachweisbar. Die Burg wird bereits im 13. Jahrhundert als Sitz der Stör genannt; diese dürften damals Ministeriale oder zumindest Lehensnehmer der Grafen von Sulzbach gewesen sein, denn Störnstein und Neustadt an der Waldnaab waren im Besitz der Grafen von Sulzbach; von diesen kam der Besitz auf dem Erbweg an die Grafen von Altendorf, die ihn 1232 an die Grafen von Ortenburg-Murach verpfändeten. Das hat aber an dem Lehen der Stoer nichts geändert.
Nach dem Salbuch von Herzog Ludwig der Strenge von 1270, hat dieser die zur Burg (castrum Stör) Stör gehörenden Besitzungen dem Ulrich Stoer abgekauft. Aus dem Urbarium Bavariae transdanubiane (ca. 1285) geht hervor, dass der Besitzstand an der Waldnaab aus der Herrschaft Störnstein (1285: Possessiones bonorum castri Sternstein – 1326 Officium Stoerenstein) samt Neustadt an der Waldnaab (redditus Antique sive Nove Civitatis) und der Gutsherrschaft Rothenstadt (Redditus bonorum in Rotenstat) bestand. Auf Störnstein wurden auch wichtige Urkunden ausgestellt. So hat am 28. Februar 1311 Herzog Ludwig von Oberbayern und Landgraf Ulrich von Leuchtenberg eine Urkunde des Ulrich von Waldau mit dem Kloster Waldsassen gesiegelt. 1360 wird wieder eine Urkunde zwischen Landgraf Ulrich und dem Herzog Ludwig auf Störnstein ausgestellt, mit der er am 24. April 1316 sein Schloss Hardeck an das Kloster verkauft.
Aufgrund des wittelsbachischen Hausvertrages von Pavia von 1329 kam Störnstein zusammen mit Neustadt an der Waldnaab an die pfälzische Linie der Wittelsbacher. Unter den Wittelsbachern wird die Burg und das Umland von Pflegern verwaltet. 1294 ist Konrad II. von Tännesberg aus der Familie der Paulsdorfer Hauptmann auf dem Störenstein. Die Paulsdorfer werden auch danach mehrmals als Pfleger von Störnstein erwähnt (1301 in einer Reichenbacher Urkunde, 1302 wird Heinrich von Paulsdorf in einer Waldsassener Urkunde genannt, 1304 ist hier Cunrad Paulsdorfer erwähnt). 1331 war Konrad Steiner Pfleger auf Störnstein.
Die weitere Entwicklung des Gebietes setzt damit an, dass am Fürstentag vom 17. Juni 1353 von Pfalzgraf Ruprecht dem Älteren und seinem Neffen Ruprecht der Jüngere auch Störnstein und Neustadt an Kaiser Karl IV. abgetreten wird, 1373 aber wieder nach Bayern eingegliedert wurde; lehensrechtlich verblieben diese Gebiete aber weiterhin bei der Krone Böhmens. Im Salbuch von 1366/68 werden Burghuten in Störnstein und Neustadt an der Waldnaab erwähnt. In Störnstein werden sechs Burgmannen genannt, die Anspruch auf Getreidezehnte, Naturalien und Dienstleistungen hatten. Von da an laufen die Geschicke von Störnstein parallel zu denen von Neustadt an der Waldnaab. Störnstein hatte die Eigenschaft eines Pfandlehens der böhmischen Krone, auch wenn es 1518 von Kaiser Maximilian I. unter den Schutz des Reiches gestellt wurde.
Seit Karl IV. wurde die Herrschaft Störnstein von böhmischen Adeligen als Beamte des Kaisers verwaltet. 1382 ist Hintzik I. Pflug zum Rabenstein Pfleger in Störnstein. 1386 kommt Selina von Freienstein als Richter zum Störnstein vor (1386 kaufte der Abt Konrad I. von Waldsassen von ihm das befestigte Domizil Freienstein bei Beidl, heute ein Ortsteil von Plößberg), 1391 wird Störnstein als Pfandbesitz von der böhmischen Krone an den Hintzik Pflug zum Rabenstein gegeben. 1408 ist Wolfhardt der Wolf Pfleger zum Störnstein und Niklas der Gleißenthaler Burgmann daselbst. Danach folgt die Ameley Kagerin zum Störnstein, die 1408/09 als Mutter für ihre Söhne Hintzik II. und Hans Pflug handelt. Diese Ameley hat zuerst einen Pflug, dann einen Kagerer und schließlich (1410) den Hans (2) von Parsberg geheiratet. Dessen Schwester Veronika war mit Hans von Satzenhofen vermählt, der später als Hauptmann zum Störnstein erwähnt wird. 1430 ist Hans (2) von Parsberg Besitzer († 1469), 1434 wird Hans Satzenhofer als Hauptmann zum Störstein genannt. 1451 ist Hans Klayner Pfleger zum Störnstein. 1463 sind wieder die Pflug Inhaber von Störnstein und Neustadt. Als letzter von diesen ist Sebastian I. Pflug von Rabenstein zu nennen. Für einen vorgestreckten Geldbetrag räumte der böhmische König Georg von Podiebrad ihm und seinem Sohn Hinzik III. Pflug von Rabenstein 1463 Störnstein und Neustadt zur lebenslänglichen Nutzung ein. Nach dem Kölner Schiedsspruch von 1505, der das Ende des Landshuter Erbfolgekrieges markierte und durch den die Junge Pfalz gegründet wurde, bildete Störnstein mit Neustadt eine Enklave des Reiches. An der Verwaltung durch böhmische Adelige änderte sich auch nichts, als 1514 Störnstein an Heinrich von Guttenstein, 1519 an seinen Sohn Burian von Guttenstein und dann 1540 an Johann Georg von Heideck überging. Nach der Schlacht bei Mühlberg (1547) fiel dieser in Reichsacht. Sein Nachfolger wurde Hans Ulrich von Heideck, der 1559 starb und Störnstein dem Wilhelm und dem Hans Georg von Heidecke überließ.
Von den Herren von Heideck hat Ladislau von Lobkowitz, Oberster Landeshofmeister im Königreich Böhmen, am 4. Oktober 1562 die Pfandherrschaft Störnstein abgelöst; die endgültige Übereignung fand aber erst 1571 statt, nachdem man sich über die Heideckschen Eigengüter geeinigt hatte. Zuerst wurde die Herrschaft auf zehn Jahre übergeben. Kaiser Maximilian II. hat dann am 25. September 1575 mit Einwilligung der böhmischen Stände Störnstein dem Ladislau von Lobkowitz erblich überlassen. Am 17. Oktober 1623  ist Zdenko Adalbert von Lobkowitz in den Fürstenstand erhoben worden. Die Gefürstete Grafschaft Störnstein wurde unter Kaiser Friedrich III. am 23. August 1641 dem bayerischen Reichskreis eingegliedert. Hauptort wurde Neustadt an der Waldnaab mit seinem neu erbauten Schloss, das Ende des 17. Jahrhunderts in eine Residenz umgebaut wurde.

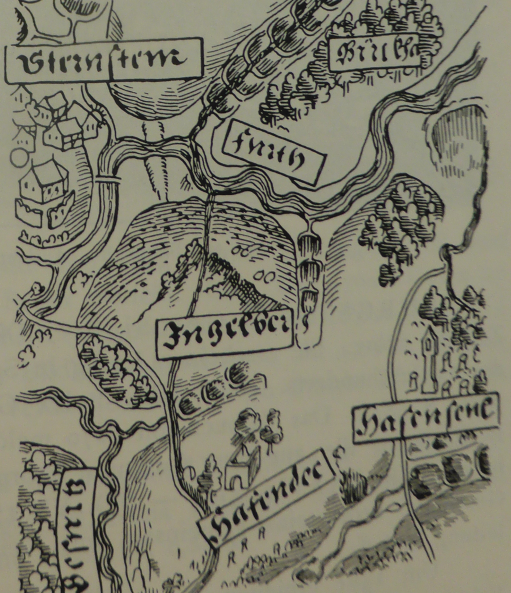
Auszug aus der Karte des Christoph Vogel über Störnstein und Hafendeck

Der Burgstall Störnstein liegt bereits seit 1581 öd, nachdem die Heidecker ihren Verwaltungssitz nach Neustadt verlegt hatten. 1607 wurden mit Erlaubnis von Ladislav Popel von Lobkowitz die Steine der Burg für den Neubau eines Kirchturms der Stadtkirche nach Neustadt an der Waldnaab weggetragen. Nach der Karte von Christoph Vogel von 1600 sind von der Burg nur mehr Mauerreste vorhanden, während die Burgkapelle St. Katharina gut erkennbar ist. Mitte des 17. Jahrhunderts wird die Burg als „zerfallenes Schloss“ bezeichnet. Die letzten Quadersteine der Burg wurden beim Bau der St.-Salvator-Kirche in Störnstein verwendet.